# ビーボ (映画)
『ビーボ』（原題：Vivo）は、ソニー・ピクチャーズ・アニメーションが制作した、2021年に配信のアメリカのコンピューターアニメーションのミュージカルコメディ映画。監督はカーク・デミッコ、プロデューサーはリサ・スチュワート、リッチ・ムーア、ミシェル・L・M・ウォン。声の出演はリン＝マニュエル・ミランダ、イネイラリー・シモ、ゾーイ・サルダナ、フアン・デ・マルコス・ゴンサレス、マイケル・ルーカー、ブライアン・タイリー・ヘンリー、ニコール・バイヤー、グロリア・エステファン。
もともと本作は2021年6月4日に米国で劇場公開される予定されていたが、COVID-19のパンデミックの為に劇場公開を断念した。映画は2021年8月6日にNetflixで配信された。

## あらすじ
キンカジューのビーボ(リン＝マニュエル・ミランダ)は、音楽への愛でつながっている彼の雇い主のアンドレス(フアン・デ・マルコス・ゴンサレス)と一緒に活気のあるハバナの広場で群衆に音楽を演奏する日々を送っていた。ある日、アンドレスは最愛の歌手マルタ・サンドバル(グロリア・エステファン)から再会を求める手紙を受け取るが後に悲劇が起こる。ビーボはアンドレスの孫姪のガビ(イネイラリー・シモ)の力を借り、アンドレスが届けられなかった曲をマルタに届けにフロリダ州マイアミへと向かう。

## 登場人物
ビーボ
声 - リン＝マニュエル・ミランダ
シンガー・ミュージシャンのキンカジュー。
ガビ
声 - イネイラリー・シモ
アンドレスの孫姪。
ローサ
声 - ゾーイ・サルダナ
ガビの母親。
アンドレス
声 - フアン・デ・マルコス・ゴンサレス
ビーボの雇い主。
ルタドー
声 - マイケル・ルーカー
エバーグレーズの悪のニシキヘビ。

## キャスト
| 役名               | 俳優                             | 日本語吹替        |
| ------------------ | -------------------------------- | ----------------- |
| ビーボ             | リン＝マニュエル・ミランダ       | 成河              |
| ガビ               | イネイラリー・シモ               | 東郷姫奈          |
| ローサ             | ゾーイ・サルダナ                 | 麻生かほ里        |
| アンドレス         | フアン・デ・マルコス・ゴンサレス | 山路和弘          |
| ルタドー           | マイケル・ルーカー               | 俊藤光利          |
| ダンカリーノ       | ブライアン・タイリー・ヘンリー   | 津田英佑          |
| ヴァレンティーナ   | ニコール・バイヤー               | 田中杏沙 武内鮎美 |
| マルタ・サンドバル | グロリア・エステファン           | 剣幸              |
| バスの運転手       | レスリー・デヴィッド・ベイカー   |                   |
| ガールスカウト     | ケイティ・ロウズ                 |                   |
| ガールスカウト     | オリヴィア・トルヒーヨ           |                   |
| ガールスカウト     | リディヤ・ジュエット             |                   |
| イグアナ           | リッチ・ムーア                   |                   |

- その他キャスト：川井田夏海、水野貴以、泉佳奈、かぬか光明、さけもとあきら、壹岐紹未、大泊貴揮、藤原夏海、亀山雄慈、池田朋子、若林佑、ケンコー、塙英子、イブ優里安、小桧山美樹、仁木祥太郎、小西のりゆき、吉谷晃、宮原ひとみ、岡田誠、ココシマナオト、Akitoshi-KamberLand、浦島健太、松岡美桔

### 日本語版スタッフ
- 演出：松岡裕紀
- 音楽監督：松岡裕紀
- 翻訳：いずみつかさ
- 訳詞：古垣内麻衣
- 調整：戸島聡
- 制作進行：村井亨子、寺内あかね、中村友美
- 日本語版制作：スタジオ・エコー